# Glenn Chong
Glenn Ang Chong (Naval, 12 luglio 1974) è un politico e avvocato filippino.
Fu membro della Camera dei rappresentanti, per il distretto legislativo di Biliran, dal 2007 al 2010.

## Biografia
Di origini sinofilippine, nasce a Naval il 12 luglio 1974 da Charlie Chong e Adelfa Ang. Laureatosi in contabilità alla Cebu Institute of Technology-University, studia poi giurisprudenza all'Università di San Carlos.
Le primissime prese di posizione politiche di Chong in pubblico risalgono al 2004, nell'ambito delle elezioni presidenziali di quell'anno. Due anni dopo decide di scendere direttamente in prima persona nell'arena politica filippina, sfidando il noto clan degli Espina per un posto nella camera dei rappresentanti delle Filippine, per il distretto legislativo di Biliran. Le elezioni del 2007 si concludono con la vittoria di Chong – presentatosi alle urne come candidato del Partito Liberale delle Filippine – il quale sconfigge Gerardo Espina Sr., già in carica dal 1995 al 2004.